# Sapun
Sapun je anionski tenzid koji se rabi za pranje i čišćenje (najčešće ruku). Nalazi se u krutom agregacijskom stanju ili u obliku viskozne tekućine. Sapun se sastoji od natrijevih ili kalijevi soli viših masnih kiselina. Nastaje reakcijom masnoća s jakim lužinama u procesu saponifikacije. Masti se hidraliziraju pa nastaje mješavina alkalijskih soli masnih kiselina (sirovi sapun) i glicerol. U takav sapun obično se dodaju drugi sastojci, poput boja i mirisa, kako bi se učinio privlačnijim. Danas se sapun često zamjenjuje raznim drugim sredstvima za čišćenje.
Zbog polarne građe imaju sposobnost uklanjanja masnoća. Duguǉasta polarna molekula sapuna se jednim krajem lako pripija uz molekulu vode (taj dio se naziva hidrofilnim dijelom), a suprotnim dijelom bježi od vode (to je hidrofobni dio). U vodenoj otopini molekule sapuna usmjeravaju se tako da se hidrofobni dio usmjeri prema molekuli masnoće ako je prisutna i time izbjegne blizinu molekula vode. Kada se zrnce (ili kapǉica) masnoće potpuno okruži molekulama sapuna nastaju kuglaste nakupine masnoća zvane micele na čijem su vaǌskom dijelu izloženi hidrofilni krajevi molekula sapuna. Kako se ti krajevi rado pripijaju vodi, takva je nakupina plovna i tijekom praǌa lako će otploviti niz struju vode. Sapuni su površinski aktivne tvari (smanjuju površinsku napetost).

## Vrste sapuna
Prema kemijskom sastavu i uporabi razlikuje se više vrsta sapuna.
- Natrijev (tvrdi) sapun natrijeva je sol masnih kiselina. Dobiva se kuhanjem masti s natrijevom lužinom (NaOH) ili sodom (Na2CO3). Upotrebljava se za pranje u domaćinstvu.

- Kalijev (meki) sapun kalijeva je sol masnih kiselina. Dobiva se kuhanjem masti s kalijevom lužinom (KOH) i bez isoljavanja. Rabi se u tekstilnoj industriji za pranje vune.

- Olovni sapun upotrebljava se kao melem ili kao flaster.

## Vanjske poveznice
- Sapuni Hrvatska tehnička enciklopedija, portal hrvatske tehničke baštine. LZMK